# Oreogrammitis crispatula
Oreogrammitis crispatula är en stensöteväxtart som först beskrevs av Holtt., och fick sitt nu gällande namn av Barbara S. Parris. Oreogrammitis crispatula ingår i släktet Oreogrammitis och familjen Polypodiaceae. Inga underarter finns listade.